# Pokalturneringen i ishockey 2007-08
A FROST Cup 2007-08 var 16. udgave af den danske pokalturnering i ishockey for mandlige klubhold og blev arrangeret af Danmarks Ishockey Union. Turneringen havde deltagelse af 14 hold, og dens navn refererede til dens sponsor, A FROST.
Turneringen blev vundet af Rødovre Mighty Bulls, som i finalen på udebane besejrede Odense Bulldogs med 6-2, og som dermed vandt klubbens første pokaltitel.

## Resultater

### Indledende runde
I den indledende runde spillede to hold om én plads 1. runde.
| Dato                             | Kamp                           | Res. | Perioder               |
| -------------------------------- | ------------------------------ | ---- | ---------------------- |
| 21.8.                            | Gladsaxe Ishockey - Ama'r Jets | 3−3  | 1-1, 0-1, 2-1          |
| 24.8.                            | Ama'r Jets - Gladsaxe Ishockey | 4−3  | 1-1, 1-1, 1-1 0-0, 1-0 |
| Ama'r Jets vinder samlet med 7−6 |                                |      |                        |

### 1. runde
I første runde spillede ti hold om fem pladser i kvartfinalerne. Opgørene blev afviklet over to kampe (ude og hjemme).
| Dato                                       | Kamp                                | Res. | Perioder      |
| ------------------------------------------ | ----------------------------------- | ---- | ------------- |
| 21.8.                                      | Totempo HvIK - Rødovre Mighty Bulls | 4−6  | 1-1, 0-3, 3-2 |
| 29.8.                                      | Rødovre Mighty Bulls - Totempo HvIK | 3−2  | 0-1, 2-1, 1-0 |
| Rødovre Mighty Bulls vinder samlet med 9−6 |                                     |      |               |

| Dato                                  | Kamp                        | Res. | Perioder      |
| ------------------------------------- | --------------------------- | ---- | ------------- |
| 28.8.                                 | Gentofte Stars - Ama'r Jets | 6−2  | 1-1, 2-1, 3-0 |
| 29.8.                                 | Ama'r Jets - Gentofte Stars | 3−6  | 1-1, 0-3, 2-2 |
| Gentofte Stars vinder samlet med 12−5 |                             |      |               |

| Dato                              | Kamp                                    | Res. | Perioder      |
| --------------------------------- | --------------------------------------- | ---- | ------------- |
| 29.8.                             | Frederikshavn White Hawks - SønderjyskE | 1−4  | 0-0, 0-2, 1-2 |
| 4.9.                              | SønderjyskE - Frederikshavn White Hawks | 5−2  | 1-0, 1-1, 3-1 |
| SønderjyskE vinder samlet med 9−3 |                                         |      |               |

| Dato                                      | Kamp                                 | Res. | Perioder      |
| ----------------------------------------- | ------------------------------------ | ---- | ------------- |
| 4.9.                                      | Herlev Hornets - Nordsjælland Cobras | 1−2  | 0-0, 1-0, 0-2 |
| 7.9.                                      | Nordsjælland Cobras - Herlev Hornets | 7−4  | 1-1, 2-0, 4-3 |
| Nordsjælland Cobras vinder samlet med 9−5 |                                      |      |               |

| Dato                               | Kamp                        | Res. | Perioder      |
| ---------------------------------- | --------------------------- | ---- | ------------- |
| 4.9.                               | EfB Ishockey - AaB Ishockey | 5−4  | 3-2, 1-0, 1-2 |
| 7.9.                               | AaB Ishockey - EfB Ishockey | 5−2  | 0-1, 3-0, 2-1 |
| AaB Ishockey vinder samlet med 9−7 |                             |      |               |

### Kvartfinaler
I kvartfinalerne spillede de fem vindere fra 1. runde sammen Århus Crocodiles, Odense Bulldogs og Herning Blue Fox om fire pladser i semifinalerne. De otte hold blev parret i fire opgør, der blev afgjort over to kampe (ude og hjemme).
| Dato                                   | Kamp                             | Res.  | Perioder      |
| -------------------------------------- | -------------------------------- | ----- | ------------- |
| 2.9.                                   | Gentofte Stars - Odense Bulldogs | 2−7   | 1-2, 0-2, 1-3 |
| 8.9.                                   | Odense Bulldogs - Gentofte Stars | 19−10 | 8-0, 8-1, 3-0 |
| Odense Bulldogs vinder samlet med 26−3 |                                  |       |               |

| Dato                                    | Kamp                                | Res. | Perioder      |
| --------------------------------------- | ----------------------------------- | ---- | ------------- |
| 6.9.                                    | Århus Crocodiles - Herning Blue Fox | 1−8  | 0-2, 0-4, 1-2 |
| 8.9.                                    | Herning Blue Fox - Århus Crocodiles | 7−1  | 1-0, 3-0, 3-1 |
| Herning Blue Fox vinder samlet med 15−2 |                                     |      |               |

| Dato                              | Kamp                       | Res. | Perioder      |
| --------------------------------- | -------------------------- | ---- | ------------- |
| 11.9.                             | SønderjyskE - AaB Ishockey | 3−1  | 1-1, 1-0, 1-0 |
| 13.9.                             | AaB Ishockey - SønderjyskE | 2−1  | 0-1, 2-0, 0-0 |
| SønderjyskE vinder samlet med 4−3 |                            |      |               |

| Dato                                       | Kamp                                       | Res. | Perioder      |
| ------------------------------------------ | ------------------------------------------ | ---- | ------------- |
| 11.9.                                      | Nordsjælland Cobras - Rødovre Mighty Bulls | 0−1  | 0-0, 0-0, 0-1 |
| 13.9.                                      | Rødovre Mighty Bulls - Nordsjælland Cobras | 7−1  | 3-0, 2-0, 2-1 |
| Rødovre Mighty Bulls vinder samlet med 8−1 |                                            |      |               |

### Semifinaler
De fire kvartfinalevindere blev parret i to semifinaleopgør, der begge blev afgjort over to kampe.
| Dato                                  | Kamp                               | Res. | Perioder               |
| ------------------------------------- | ---------------------------------- | ---- | ---------------------- |
| 16.9.                                 | Odense Bulldogs - Herning Blue Fox | 4−2  | 2-0, 1-2, 1-0          |
| 18.9.                                 | Herning Blue Fox - Odense Bulldogs | 2−1  | 0-0, 2-0, 0-0 0-0, 0-1 |
| Odense Bulldogs vinder samlet med 5−4 |                                    |      |                        |

| Dato                                       | Kamp                               | Res. | Perioder      |
| ------------------------------------------ | ---------------------------------- | ---- | ------------- |
| 16.9.                                      | Rødovre Mighty Bulls - SønderjyskE | 2−2  | 1-0, 0-1, 1-1 |
| 18.9.                                      | SønderjyskE - Rødovre Mighty Bulls | 3−4  | 0-1, 2-1, 1-2 |
| Rødovre Mighty Bulls vinder samlet med 6−5 |                                    |      |               |

### Finale
Finalen blev spillet i Odense Isstadion og afgjort i form af én kamp.
| Dato  | Kamp                                   | Res. | Perioder      |
| ----- | -------------------------------------- | ---- | ------------- |
| 21.9. | Odense Bulldogs - Rødovre Mighty Bulls | 2−6  | 1-1, 1-4, 0-1 |